# Changnienia
Changnienia é um género botânico pertencente à família das orquídeas (Orchidaceae).